# Sarah Abitbol
Sarah Abitbol (Nantes, 8 giugno 1975) è un'ex pattinatrice artistica su ghiaccio francese, specializzata nel pattinaggio artistico su ghiaccio a coppie.

## Biografia
Nel gennaio 2020 ha raccontato di essere stata vittima di violenze sessuali e stupro fra il 1990 e il 1992, tra i quindici e i diciassette anni, da parte del suo ex allenatore Gilles Beyer (che ha negato i fatti). Sul tema ha scritto il libro Un si long silence (Un silenzio così lungo), pubblicato dall'editore Plon.

## Palmarès
Coppie con Stéphane Bernadis
GP: Champion Series / Grand Prix
| Internazionali                        | Internazionali | Internazionali | Internazionali | Internazionali | Internazionali | Internazionali | Internazionali | Internazionali | Internazionali | Internazionali | Internazionali |
| Evento                                | 92–93          | 93–94          | 94–95          | 95–96          | 96–97          | 97–98          | 98–99          | 99–00          | 00–01          | 01–02          | 02–03          |
| ------------------------------------- | -------------- | -------------- | -------------- | -------------- | -------------- | -------------- | -------------- | -------------- | -------------- | -------------- | -------------- |
| Giochi olimpici invernali             |                |                |                |                |                | 6°             |                |                |                | R              |                |
| Campionati mondiali                   | 19°            |                | 9°             | 11°            | 7°             | 8°             | 5°             | 3°             | R              |                | 12°            |
| Campionati europei                    | 14°            | 15°            | 7°             | 3°             | 4°             | 3°             | 3°             | 3°             | 3°             | 2°             | 2°             |
| GP Finale                             |                |                |                |                |                |                | 4°             | 2°             | 5°             | 6°             |                |
| GP Cup of Russia                      |                |                |                |                |                |                |                |                |                | 3°             |                |
| GP Int. Paris / Troph. France/Lalique | 7°             | 8°             | 6°             | 7°             | 4°             | 5°             | 1°             | 1°             | 4°             | 3°             | 2°             |
| GP Nations/Spark.                     |                |                | 7°             | 9°             |                |                |                |                | 1°             |                |                |
| GP NHK Trophy                         |                |                |                |                |                |                |                | 2°             | 2°             |                |                |
| GP Skate America                      |                | 10°            |                |                |                |                | 6°             | 2°             |                |                |                |
| GP Skate Canada                       |                |                | 3°             |                | 5°             | 3°             |                |                |                |                |                |
| Golden Spin                           |                |                |                |                |                |                |                |                |                | 1°             |                |
| Japan Open                            |                |                |                |                |                |                |                |                | 2°             |                |                |
| Nebelhorn Trophy                      |                |                | 3°             |                |                |                |                |                |                |                |                |
| Skate Israel                          |                |                |                | 1°             |                |                |                |                |                |                |                |
| Goodwill Games                        |                |                |                |                |                |                | 6°             |                |                |                |                |
| Nazionali                             |                |                |                |                |                |                |                |                |                |                |                |
| Campionati francesi                   | 2°             | 1°             | 1°             | 1°             | 1°             | 1°             | 1°             | 1°             | 1°             | 1°             | 1°             |
| R = Ritirati                          |                |                |                |                |                |                |                |                |                |                |                |

## Pubblicazioni
- (FR) Sara Abitbol e Emanuelle Anizon, Un si long silence, Plon, 30 gennaio 2020.